# Valea Adâncă, Iași
Valea Adâncă este un sat în comuna Miroslava din județul Iași, Moldova, România.
Comuna Miroslava are în componență următoarele sate (13): Miroslava – reședință administrativa, Valea Adâncă, Balciu, Brătuleni, Ciurbești, Cornești, Dancaș, Găureni, Horpaz, Proselnici, Uricani, Valea Ursului, Vorovești.

## Geografie
Satul Valea Adâncă este amplasat la sud-est de centrul comunei, la 1 km distanță de șoseaua Iași - Voinești, cu extindere puternică până la DN248 Iași - Ciurea și până la iazul Ezăreni. Este situat între Stațiunea de Cercetare Pomicolă Miroslava, cartierul C.U.G. din Iași și lacul Ezăreni, pe dealul Miroslava, dealul Nucului și valea râului Valea Adâncă .
O parte a satului este cunoscuta drept „Valea Adanca Veche“, iar cealalta – „Valea Adanca Noua“. Pârâul Valea Adâncă este cel care desparte cele 2 subparti ale satului.
Relief si clima
Satul Valea Adanca are o climă temperat continentală de tranziție, specifică pentru Europa centrală, cu patru anotimpuri distincte, primăvară, vară, toamnă și iarnă. Diferențele locale climatice se datoreaza mai mult altitudinii și latitudinii, respectiv mult mai puțin influențelor oceanice din vest, ale celor mediteraneene din sud-vest și celor continentale din est.
Reteaua hidrografica
Fiecare sat al comunei Miroslava este brazdat de cate un parau, mai importante fiind Pieptanari, Cornet si Valea Adâncă.
Lacul Ezareni, cu 54 ha luciu de apa, s-a transformat in urma blocarii cursului inferior al paraului cu acelasi nume.
In Comuna Miroslava sunt peste o mie de fintini. Cele mai multe au fost realizate in ultimii ani.
Cele mai multe fintini se afla in satele Miroslava – 200, Uricani si Valea Adanca – 180, Vorovesti– 120 si Horpaz – 110.

## Populatia
Valea Adanca este cel mai populat sat al comunei Miroslava.
De la 82 de gospodarii in 1992, satul a depasit 1.000 in anul 2008, pentru ca trei ani mai tarziu sa figureze cu 1.364 de gospodarii.
| 1992 | 1993 | 1994 | 1995 | 1996 | 2007 | 2008 | 2009 | 2010 | 2011 | 2012 | 2013 |
| 82   | 82   | 88   | 82   | 82   | 763  | 1000 | 1242 | 1242 | 1345 | 1350 | 1364 |

Numarul gospodariilor este in continua crestere in toate satele comunei Miroslava. Cea mai spectaculoasa dezvoltare o are satul Valea Adanca, ale carui strazi se invecineaza cu alte artere ale
municipiului Iasi. Valea Adanca avea 38 de strazi in 2014, insa dezvoltarea continua a sectorului imobiliar a făcut ca numarul acestora sa se tripleze.

## Economie si Turism
În ceea ce privește distribuția firmelor in anul 2012 din Miroslava pe sate componente, cele mai multe întreprinderi erau în Valea Adâncă (209 firme), Miroslava (179 firme) și Horpaz (65 firme).
În ceea ce privește structurile de cazare turistică din comuna Miroslava, conform INS în anul 2012 funcționa o singură unitate de tip hotelier: Hotel Capitol.
Situat în localitatea componentă Valea Adâncă, hotelul deține un număr de 35 de camere și 77 de locuri de cazare, fiind clasificat de către Ministerul Dezvoltării Regionale și Administrației Publice cu 3 stele. Hotelul deține și infrastructură pentru petrecerea timpului liber (bază sportivă, piscină, saună), dar și un restaurant cu o capacitate de 350 locuri.
Grupurile de turisti care viziteaza Miroslava au, la Hotel „Capitol“, numeroase oportunitati de a petrece timpul liber. Piscina are pina la 2,20 metri adancime si 12 metri lungime. De asemenea, exista terenuri de fotbal, tenis si
locuri de joaca pentru copii. Hotelul are si o moderna sala de conferin]e, cu o capacitate de 80 de locuri.
Baza de agrement Ezareni dispune de 6 vile a cate 5 locuri fiecare si de 3 apartamente cu o camera, a cate 3 locuri, dotate cu bucatarie americana, cabine cu dus, aer conditionat si antene
satelit. (www.ezareni.ro)

## Transport
In prezent sint 2 trasee de transport intre IASI si Valea Adanca / Miroslava ce deservesc locuitorii satului Valea Adanca:
1)Denumirea traseului: IAȘI – Valea Adâncă – MIROSLAVA [Cod traseu – 125]. Statii (6):
IAȘI – At. EUROVOYAGE SRL
IAȘI – Bazar
IAȘI – Rond vechi C.U.G.
VALEA ADÂNCĂ – Depozit Dan Mixt
VALEA ADÂNCĂ - Școală
MIROSLAVA – PRIMĂRIE
Nr. de curse: 8(C1- C8). Circulă în zilele: luni, marți, miercuri, joi, vineri, sâmbătă, duminică;
Nr. de autovehicule utilizate: 1 ; 1 microbuz 16 locuri: IS-07-RWA;
2)Denumirea traseului: IAȘI – Dealul Nucului – VALEA ADÂNCĂ [Cod traseu – 1256]. Statii (6):
IAȘI – At. METCHIM SA
IAȘI – Bazar
IAȘI – Capăt C.U.G
VALEA ADÂNCĂ - Expomobila
VALEA ADÂNCĂ - Dealul Nucului
VALEA ADÂNCĂ - Biserică
Nr. de curse: 8(C1- C8). Circulă în zilele: luni, marți, miercuri, joi, vineri, sâmbătă, duminică
Nr. de autovehicule utilizate: 1 ; 1 microbuz 15 locuri: IS-08-UCK;

## Educatie
Pe lângă școala și grădinița din localitatea - centru de comună (Miroslava), Școala "Colonel Constantin Langa" cuprinde în prezent și locațiile: Horpaz, Valea Adâncă și Valea Ursului, fiecare cu clase I-IV și grădiniță.
Școala „ Col. C. Langa” Miroslava are în prezent un efectiv de 260 elevi, repartizați în 11 clase (6 clase învățământ primar și 5 clase învățământ gimnazial) și 26 cadre didactice titulare.
In satul Valea Adanca, intrucat numarul populatiei a crescut, Consiliul Local Miroslava are in planurile de investitii achizitia unui teren pentru a putea construi o noua scoala si o gradinita.

## Istorie
Prima atestare documentară a fost făcută in anul 1772.
La 1774, Valea Adanca era inregistrat ca sat in ocolul Codrului.
La 1845, satul apare contopit cu Horpazul, dar in anul imediat urmator (1846) apare inregistrat separat.
La 1875, componenta satelor comunei Miroslava era urmatoarea: Balciu, Birca, Bratuleni, Capul Rediului, Ciurbesti, Cornesti, Dancas, Focsoaia, Galata, Gaureni, Horpaz, Iezereni, Impuita, Marcul, Miroslava, Nisiparia, Proselnici, Ratesul lui Beldiman, Socii, Uricani, Valea Adanca, Valea lui Stefan Voda, Valea Lupului (doua sate) si Vorovesti.
In 1887, Valea Adanca figura din nou ca sat component al comunei Galata.
In 1925 numarul satelor componente comunei Miroslava s-a redus din nou, acestea fiind Balciu, Galata, Miroslava si Valea Adanca.
La 1929, comuna Miroslava nu mai apare, fiind desfiintata.
Miroslava apare din nou in calitate de comuna intre anii 1932-1950. In acest din urma an, 1950, a fost din nou desfiintata. Intre anii 1950-1968, Miroslava a fost sat in comuna Uricani.
Legea reorganizarii administrative din anul 1968, comuna Uricani si comuna Cornesti s-au contopit, iar sediul noii comune a fost mutat la Miroslava.
Astfel se reinfiinteaza comuna Miroslava, avind componenta de astazi: Balciu, Bratuleni, Ciurbesti, Cornesti, Dancas, Gaureni, Horpaz, Miroslava, Proselnici, Uricani, Valea Adanca, Valea Ursului (in loc de Marcul) si Vorovesti.
Vestigiile arheologice
Sapaturile arheologice au scos la iveala urme ale existentei umane pe aceste meleaguri datand din neolitic. Pe Dealul Nucului, langa satul Valea Adanca, au fost descoperite topoare de silex din neoliticul tarziu.

## Religie
In Valea Adanca existau in 1987, 40 de familii. Acum numarul acestora a depasit 3.000.
In satul Valea Adanca exista parohiile ortodoxe: Valea Adanca I si Valea Adanca II.
Biserica „Sfantul Nicolae“ din Valea Adanca a fost construita in 1716 si poarta hramul „Sfintul Ierarh Nicolae“, care se sarbatoreste la 6 decembrie.
Pe Strada Pepinierei, a inceput in anul 2014 constructia unei biserici impunatoare, cea mai mare din comuna Miroslava, purtind hramul Sfintului Ioan Rusul.

## Obiective turistice
- Biserica „Sfântul Nicolae” (1715-1716)
- Lacul Ezăreni, situat în partea de sud a satului
- Baza de agrement Ezăreni

## Informare publică
Presă scrisă: Mesagerul, ziar local tipărit lunar în 6000 de exemplare, acestea fiind distribuite gratuit la domiciliu pe raza comunei Miroslava.